# شرمن (کنتیکت)
شرمن، کنتیکت (به انگلیسی: Sherman, Connecticut) یک شهرک در ایالات متحده آمریکا است که در کنتیکت واقع شده‌است.

## خصوصیات
شرمن ۶۰٫۶ کیلومترمربع مساحت و ۳٬۵۸۱ نفر جمعیت دارد و ۱۴۲ متر بالاتر از سطح دریا واقع شده‌است.